# UCI Asia Tour de 2015
O UCI Asia Tour 2015 é a décima primeira edição do calendário ciclístico internacional asiático. Iniciou-se a 1 de fevereiro de 2015 com o Tour das Filipinas e finalizou a 19 de dezembro do mesmo ano em Catar, com o Tour de Al Zubarah

## Equipas
As equipas que podem participar nas diferentes carreiras dependem da categoria das mesmas. A maior nível de uma carreira podem participar equipas a mais nível. As equipas UCI ProTeam, só podem participar das carreiras .HC e .1 mas têm cota limitada para competir, e os pontos que conseguem os seus ciclistas não vão à classificação.
| Categoria      | Categoria                        | Equipas                                                                                           |
| -------------- | -------------------------------- | ------------------------------------------------------------------------------------------------- |
| .HC            | 1.hc (Carreira de um dia)        | * ProTeam (max 65%) * Profissionais Continentais * Continentais * Selecções nacionais             |
| .HC            | 2.hc (Carreira de vários dias)   | * ProTeam (max 65%) * Profissionais Continentais * Continentais * Selecções nacionais             |
| .1             | 1.1 (Carreira de um dia)         | * ProTeam (max 50%) * Profissionais Continentais * Continentais * Selecções nacionais             |
| .1             | 2.1 (Carreira de vários dias)    | * ProTeam (max 50%) * Profissionais Continentais * Continentais * Selecções nacionais             |
| .2             | 1.2 (Carreira de um dia)         | * Profissionais Continentais * Continentais * Selecções nacionais * Selecções regionais * Amadors |
| .2             | 2.2 (Carreira de vários dias)    | * Profissionais Continentais * Continentais * Selecções nacionais * Selecções regionais * Amadors |
| .Ncup (sub-23) | 1.ncup (Carreira de um dia)      | * Selecções nacionais * Selecções mistas                                                          |
| .Ncup (sub-23) | 2.ncup (Carreira de vários dias) | * Selecções nacionais * Selecções mistas                                                          |

## Calendário

### Fevereiro
| Data  | Carreira                              | Cat. | Ganhador       | Equipa                  |
| ----- | ------------------------------------- | ---- | -------------- | ----------------------- |
| 1-4   | Tour das Filipinas                    | 2.2  | Thomas Lebas   | Bridgestone Anchor      |
| 4-7   | Tour de Dubai                         | 2.hc | Mark Cavendish | Etixx-Quick Step        |
| 8-13  | Tour de Catar                         | 2.hc | Niki Terpstra  | Etixx-Quick Step        |
| 11    | Campeonato Asiático em Estrada Sub-23 | CC   | Yuma Koishi    | CCT p/b Champion System |
| 12    | Campeonato Asiático em Estrada Elite  | CC   | Hossein Askari | Pishgaman Yazd          |
| 17-22 | Tour de Omã                           | 2.hc | Rafael Valls   | Lampre-Merida           |

### Março
| Data  | Carreira         | Cat. | Ganhador            | Equipa               |
| ----- | ---------------- | ---- | ------------------- | -------------------- |
| 8-15  | Tour de Langkawi | 2.hc | Youcef Reguigui     | MTN-Qhubeka          |
| 22-26 | Tour de Taiwan   | 2.1  | Mirsamad Pourseyedi | Tabriz Petrochemical |

### Abril
| Data | Carreira          | Cat. | Ganhador          | Equipa       |
| ---- | ----------------- | ---- | ----------------- | ------------ |
| 1-6  | Tour da Tailândia | 2.2  | Yasuharu Nakajima | Aisan Racing |

### Maio
| Data  | Carreira                | Cat. | Ganhador            | Equipa                    |
| ----- | ----------------------- | ---- | ------------------- | ------------------------- |
| 6-9   | Tour de Banyuwangi Ijen | 2.2  | Peter Pouly         |                           |
| 17-24 | Volta ao Japão          | 2.1  | Mirsamad Pourseyedi | Tabriz Petrochemical Team |
| 28-31 | Tour de Kumano          | 2.2  | Benjamin Prades     | Matrix-Powertag           |
| 28-1  | Tour do Irão            | 2.1  | Mirsamad Pourseyedi | Tabriz Petrochemical Team |

### Junho
| Data | Carreira       | Cat. | Ganhador   | Equipa          |
| ---- | -------------- | ---- | ---------- | --------------- |
| 7-14 | Tour da Coreia | 2.1  | Caleb Ewan | Orica GreenEDGE |

### Julho
| Data | Carreira              | Cat. | Ganhador        | Equipa      |
| ---- | --------------------- | ---- | --------------- | ----------- |
| 5-18 | Volta ao Lago Qinghai | 2.hc | Radoslav Rogina | Adria Mobil |

### Setembro
| Data  | Carreira         | Cat. | Ganhador             | Equipa             |
| ----- | ---------------- | ---- | -------------------- | ------------------ |
| 11-13 | Tour de Hokkaido | 2.2  | Riccardo Stacchiotti | Nippo-Vini Fantini |

### Outubro
| Data  | Carreira                  | Cat. | Ganhador        | Equipa                 |
| ----- | ------------------------- | ---- | --------------- | ---------------------- |
| 2-9   | Tour da China I           | 2.1  | Daniele Colli   | Nippo-Vini Fantini     |
| 3-11  | Tour de Singkarak         | 2.2  | Arvin Moazemi   | Pishgaman Giant Team   |
| 4     | Tour de Almaty            | 1.1  | Alexey Lutsenko | Astana Pro Team        |
| 8-11  | Tour de Abu Dhabi         | 2.1  | Esteban Chaves  | Orica GreenEDGE        |
| 11-18 | Tour da China II          | 2.1  | Mattia Gavazzi  | Amore & Vita-Selle SMP |
| 18    | Japan Cup Cycle Road Race | 1.hc | Bauke Mollema   | Trek Factory Racing    |
| 20-28 | Tour de Hainan            | 2.hc | Sacha Modolo    | Lampre-Merida          |
| 31-8  | Tour do Lago Taihu        | 2.1  | Jakub Mareczko  | Southeast              |
| 31-4  | Tour de Borneo            | 2.2  | Peeter Pruus    | Rietumu-Delfin         |

### Novembro
| Data  | Carreira         | Cat. | Ganhador            | Equipa           |
| ----- | ---------------- | ---- | ------------------- | ---------------- |
| 8     | Tour de Okinawa  | 1.2  | Jason Christie      | Avanti           |
| 10-11 | Tour de Yancheng | 2.2  | Evaldas Siskevicius | Marseille 13-KTM |
| 14-16 | Tour de Fuzhou   | 2.2  | Rahim Emami         | Pishgaman-Giant  |
| 28-1  | Sharjah Tour     | 2.2  | Soufiane Haddi      | Sky Dive Dubai   |

### Dezembro
| Data  | Carreira                        | Cat. | Ganhador          | Equipa         |
| ----- | ------------------------------- | ---- | ----------------- | -------------- |
| 2     | Copa dos Emirados Árabes Unidos | 1.2  | Maher Hasnaoui    | Sky Dive Dubai |
| 9-13  | Jelajah Malaysia                | 2.2  | Francisco Mancebo | Sky Dive Dubai |
| 16-19 | Tour de Al Zubarah              | 2.2  | Maher Hasnaoui    | Sky Dive Dubai |

## Classificações
- Nota: As tabelas de posições estão actualizadas ao 25 de dezembro.

### Individual
Integram-na todos os ciclistas que consigam pontos podendo pertencer tanto a equipas amadoras como profissionais, excepto os ciclistas de equipas UCI ProTeam.
| Posição | Ciclista            | Pontos |
| ------- | ------------------- | ------ |
| 1.º     | Mirsamad Pourseyedi | 378    |
| 2.º     | Jakub Mareczko      | 362    |
| 3.º     | Andrea Palini       | 356    |
| 4.º     | Hossein Askari      | 335    |
| 5.º     | Mattia Gavazzi      | 333    |
| 6.º     | Rahim Emami         | 239    |
| 7.º     | Patrick Bevin       | 198    |
| 8.º     | Marko Kump          | 178    |
| 9.º     | Francisco Mancebo   | 169    |
| 10.º    | Youcef Reguigui     | 163    |

| 11.º | Hossein Alizadeh   | 162 |
| 12.º | Nicolas Marini     | 160 |
| 13.º | Daniele Colli      | 159 |
| 14.º | Radoslav Rogina    | 156 |
| 15.º | Oleksandr Polivoda | 149 |
| 16.º | Benjamín Prades    | 142 |
| 17.º | Marco Zanotti      | 130 |
| 18.º | Wouter Wippert     | 121 |
| 19.º | Soufiane Haddi     | 118 |
| 20.º | Yousef Mirza       | 94  |

### Equipas
Só reservada para equipas profissionais de categoria Profissional Continental (2ª categoria) e Continental (3ª categoria), ficando excluídos tanto os UCI ProTeam como as amadoras. Se confeciona com o somatório de pontos que obtenha uma equipa com suas 8 melhores corredores na classificação individual. A classificação também a integram equipas que não estejam registados no continente.
| Posição | Equipa               | Pontos |
| ------- | -------------------- | ------ |
| 1.º     | Pishgaman-Giant      | 956    |
| 2.º     | Tabriz Petrochemical | 726    |
| 3.º     | Nippo-Vini Fantini   | 542    |
| 4.º     | Southeast            | 539    |
| 5.º     | RTS-Santic           | 476    |

| 6.º  | Kolss-BDC                       | 422 |
| 7.º  | Sky Dive Dubai Pro Cycling Team | 414 |
| 8.º  | Adria Mobil                     | 383 |
| 9.º  | Avanti Racing Team              | 380 |
| 10.º | Amore & Vita-Selle SMP          | 358 |

### Países
Se confeciona mediante os pontos dos 10 melhores ciclistas de um país, não só os que consigam neste Circuito Continental, senão também os conseguidos em todos os circuitos. E inclusive se um corredor de um país deste circuito, só consegue pontos em outro circuito (Europa, Asia, Africa, Oceania), os seus pontos vão a esta classificação. Ao igual que na classificação individual, os ciclistas podem pertencer tanto a equipas amadoras como profissionais, excepto os ciclistas de equipas UCI ProTeam.
| Posição | País          | Pontos |
| ------- | ------------- | ------ |
| 1.º     | Irão          | 1643   |
| 2.º     | Cazaquistão   | 602    |
| 3.º     | Japão         | 541    |
| 4.º     | Coreia do Sul | 276    |
| 5.º     | Filipinas     | 264    |

| 6.º  | Hong Kong   | 248 |
| 7.°  | Malásia     | 210 |
| 8.º  | Uzbequistão | 174 |
| 9.º  | Síria       | 165 |
| 10.º | Quirguistão | 159 |

### Países sub-23
| Posição | País          | Pontos |
| ------- | ------------- | ------ |
| 1.º     | Cazaquistão   | 283    |
| 2.º     | Irão          | 167    |
| 3.º     | Coreia do Sul | 135    |
| 4.º     | Japão         | 99     |
| 5.º     | Hong Kong     | 83     |

### Evolução das classificações
| Data            | Classificação individual | Classificação por equipas | Classificação por países | Classificação por países sub-23 |
| --------------- | ------------------------ | ------------------------- | ------------------------ | ------------------------------- |
| 25 de janeiro   | -                        | -                         | Emirados Árabes Unidos   | -                               |
| 25 de fevereiro | Hossein Askari           | Pishgaman-Giant           | Irão                     | Japão                           |
| 25 de março     | Youcef Reguigui          | MTN-Qhubeka               | Irão                     | Japão                           |
| 25 de abril     | Hossein Askari           | Pishgaman-Giant           | Irão                     | Japão                           |
| 25 de maio      | Hossein Askari           | Pishgaman-Giant           | Irão                     | Irão                            |
| 25 de junho     | Mirsamad Pourseyedi      | Pishgaman-Giant           | Irão                     | Irão                            |
| 25 de julho     | Mirsamad Pourseyedi      | Pishgaman-Giant           | Irão                     | Cazaquistão                     |
| 15 de agosto    | Mirsamad Pourseyedi      | Pishgaman-Giant           | Irão                     | Cazaquistão                     |
| 25 de agosto    | Mirsamad Pourseyedi      | Pishgaman-Giant           | Irão                     | Cazaquistão                     |
| 25 de setembro  | Mirsamad Pourseyedi      | Pishgaman-Giant           | Irão                     | Cazaquistão                     |
| 25 de outubro   | Mirsamad Pourseyedi      | Pishgaman-Giant           | Irão                     | Cazaquistão                     |
| 25 de novembro  | Mirsamad Pourseyedi      | Pishgaman-Giant           | Irão                     | Cazaquistão                     |
| 25 de dezembro  | Mirsamad Pourseyedi      | Pishgaman-Giant           | Irão                     | Cazaquistão                     |
| Final           | Mirsamad Pourseyedi      | Pishgaman-Giant           | Irão                     | Cazaquistão                     |